# 豊田秀樹
豊田 秀樹（とよだ ひでき）は、日本の心理学者。早稲田大学文学学術院教授。

## 人物・経歴
東京都生まれ。1980年開成高等学校卒業。1985年東京学芸大学教育学部学校教育学科卒業。1987年東京学芸大学大学院教育学研究科修士課程修了。1989年東京大学大学院教育学研究科博士課程退学、大学入試センター研究開発部進学適性部門助手。1990年教育学博士。1992年イリノイ大学心理学科客員研究員。1995年立教大学社会学部産業関係学科助教授。同年日本行動計量学会優秀賞受賞。1999年早稲田大学文学部哲学科心理学専修助教授。2000年同教授。2002年日本心理学会優秀論文賞受賞。2005年日本心理学会優秀論文賞受賞。2006年早稲田大学文学学術院教授。2009年日本教育心理学会優秀論文賞受賞。2015年放送大学客員教授。

## 著書
- 『SASによる共分散構造分析』東京大学出版会 1992年
- 『原因をさぐる統計学 : 共分散構造分析入門』（前田忠彦, 柳井晴夫と共著）講談社 1992年
- 『違いを見ぬく統計学 : 実験計画と分散分析入門』講談社 1994年
- 『非線形多変量解析 : ニューラルネットによるアプローチ』朝倉書店 1996年
- 『調査法講義』朝倉書店 1998年
- 『金鉱を掘り当てる統計学 : データマイニング入門』講談社 2001年
- 『テストと測定の科学』朝倉書店 2002年
- 『はじめての統計データ分析 : ベイズ的〈ポストp値時代〉の統計学〉』朝倉書店 2016年
- 『心理統計法』放送大学教育振興会 2017年
- 『瀕死の統計学を救え! : 有意性検定から「仮説が正しい確率」へ』朝倉書店 2020年
- 『統計学入門 1: 生成量による実感に即したデータ分析』朝倉書店 2022年
- 『統計学入門 2 : 尤度によるデータ生成過程の表現』朝倉書店 2022年
- Statistics with Posterior Probability and a PHC Curve. Springer. Hideki Toyoda, 2024.
- Statistical Significance and the PHC Curve. Springer. Hideki Toyoda, 2024.

### 編著
- 『人工知能入門』 東京図書 2023年
- 『数理統計学ハンドブック』 朝倉書店 2006年
- 『統計学のための線形代数』 朝倉書店 2011年
- 『共分散構造分析 : 構造方程式モデリング 入門編,応用編,技術編,疑問編,理論編,実践編,数理編』北大路書房 1998年
- 『新しい心理テストの構成法』朝倉書店 2002年
- 『項目反応理論 : テストと測定の科学 入門編,理論編,中級編,事例編』朝倉書店 2002年
- 『テストの数理』朝倉書店 2005年
- 『購買心理を読み解く統計学 : 実例で見る心理・調査データ解析28』東京図書 2006年
- 『マルコフ連鎖モンテカルロ法』朝倉書店 2008年
- 『データマイニング入門 : Rで学ぶ最新データ解析』東京図書 2008年
- 『検定力分析入門 : Rで学ぶ最新データ解析』東京図書 2009年
- 『回帰分析入門 : Rで学ぶ最新データ解析』東京図書 2012年
- 『紙を使わないアンケート調査入門 : 卒業論文,高校生にも使える』東京図書 2015年
- 『基礎からのベイズ統計学 : ハミルトニアンモンテカルロ法による実践的入門』朝倉書店 2015年
- 『実践ベイズモデリング : 解析技法と認知モデル』朝倉書店 2017年
- 『もうひとつの重回帰分析 : 予測変数を直交化する方法』東京図書 2017年
- 『たのしいベイズモデリング : 事例で拓く研究のフロンティア』北大路書房 2018年
- 『たのしいベイズモデリング : 事例で拓く研究のフロンティア 2』北大路書房 2019年